# 喬氏南乳魚
喬氏南乳魚，為輻鰭魚綱胡瓜魚目南乳魚科的其中一種。被IUCN列為極危保育類動物。

## 分布
本魚分布於澳洲塔斯馬尼亞島的克拉倫潟湖與克拉倫河中上游流域。

## 特徵
本魚體背為深褐色，體具有不規則的深褐色橫帶與條紋延伸下來，腹面黃色及乳黃色，背鰭軟條10至12枚；臀鰭軟條11至13枚；脊椎骨53至54個，體長可達14公分。

## 生態
本魚棲息在湖泊溪流岩石的邊緣，成魚以底棲的甲殼動物為食，而稚魚以浮游性甲殼動物、昆蟲幼蟲為食。

## 扩展阅读
維基物種上的相關：喬氏南乳魚